# 中間言語語用論
中間言語語用論（英: interlanguage pragmatics）とは、応用言語学の一つであり、学習者の第二言語の理解過程・習得過程に関する解明を目的とした語用論的研究を行う分野である。

## 歴史
比較文化語用論の手法を学習者の中間言語に応用することによって誕生した。このため、学習者の第二言語の運用を中間言語および目標言語（英: target language）の母語話者の運用と比較する、共時的研究が活潑である。

## 文献紹介
- Gabriele Kasper, Shoshana Blum-Kulka(1993).『Interlangauge Pragmatics』, Oxford University Press.
- 白井恭弘(2012)『英語教師のための第二言語習得論入門』大修館書店.